# Second Facet
Die Second Facet (englisch für Zweite Facette) ist ein steiles und eisfreies Felsenkliff im ostantarktischen Viktorialand. Es ragt westlich der First Facet auf und bildet mit dieser gemeinsam die Nordwand des Debenham-Gletschers.
Kartiert und deskriptiv benannt wurde das Kliff bei der Terra-Nova-Expedition (1910–1913) unter der Leitung des britischen Polarforschers Robert Falcon Scott.